# Henry Getty Chilton

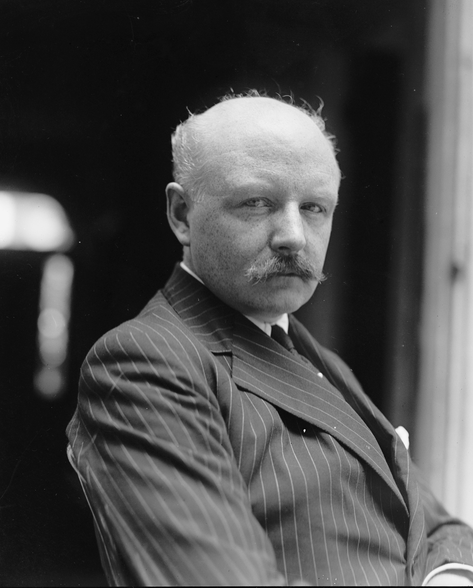
Henry Getty Chilton (1922)

Henry Getty Chilton CMG (* 15. Oktober 1887; † 1954) war ein britischer Botschafter.

## Leben
Henry Getty Chilton trat am 25. Januar 1902 in den auswärtigen Dienst. Am 10. April 1904 wurde er zum Botschaftssekretär dritten Grades befördert. 1906 heiratete er Katharine Thomas J. O’Brien, die Tochter von
Thomas J. O’Brien, US-Botschafters von 1907 bis 1911 in Japan und von 1911 bis 1913 in Rom. Am 13. März 1908 wurde Chilton nach Wien, 1910 nach Berlin und 1913 nach Den Haag entsandt. 1915 wurde er zum Botschaftssekretär erster Klasse und 1918 nach Washington befördert. 1920 war er Botschaftsrat an der Botschaft in Rio de Janeiro.
Sir Henry Getty Chilton war von 1918 bis 1920 und von 1921 bis 1928 an der Botschaft in Washington akkreditiert. Am 15. Oktober 1923 war er Geschäftsträger.
Zu Beginn des Spanischen Bürgerkrieges im August 1936 verließ Botschafter Chilton Madrid und wechselte über Hendaye auf die Seite der Putschisten.

„I hope they send in enough Germans to end the war.“

Er wurde 1940 in den Ruhestand versetzt, bis 1945 reaktiviert im Ministerium für Wirtschaftskrieg und im Ministry of Information beschäftigt.
| Vorgänger                            | Amt                                                   | Nachfolger                           |
| ------------------------------------ | ----------------------------------------------------- | ------------------------------------ |
| Odo Russell                          | britischer Botschafter beim Heiligen Stuhl 1928–1930  | George Ogilvie-Forbes                |
| Archibald Kerr, 1. Baron Inverchapel | britischer Botschafter in Santiago de Chile 1930–1933 | Bertrand Jerram                      |
| James William Ronald Macleaca        | britischer Botschafter in Buenos Aires 1933–1935      | Nevile Henderson                     |
| George Dixon Grahame                 | britischer Botschafter in Madrid 1935–1940            | Samuel Hoare, 1. Viscount Templewood |